# Helius (Helius) fulvithorax
Helius (Helius) fulvithorax is een tweevleugelige uit de familie steltmuggen (Limoniidae). De soort komt voor in het Australaziatisch gebied.